# Lee Thompson Young
Pour les articles homonymes, voir Young.
Lee Thompson Young est un acteur américain, né le 4 février 1984 à Columbia (États-Unis) et mort le 19 août 2013 à Los Angeles.
Il commence sa carrière à l'adolescence, en incarnant le personnage principal dans la série télévisée The Famous Jett Jackson de Disney Channel (1998-2001). À l'âge adulte, il joue notamment Chris Comer dans le film Friday Night Lights, en 2004, et le détective de la police de Boston Barry Frost dans la série policière Rizzoli and Isles, de 2010 à 2014.

## Biographie

### Enfance & formation
Lee Thomson Young naît le 1er février 1984 à Columbia. Il est le fils de Velma Love et Tommy Scott Young. Il a deux ans lorsque ses parents se séparent et il va vivre avec sa mère. À l'âge de dix ans, il joue Martin Luther King dans une pièce intitulée Une nuit d'étoiles et de rêves de Dwight Woods. C'est alors que Lee décide qu'il veut devenir acteur. Après avoir fait du théâtre pendant un certain temps, il décide de se rendre à New York pendant les vacances d'été 1996 et obtient un agent.

### Carrière
Lee Thomson Young déménage à New York en juin, mais ce n'est pas avant l'année suivante qu'il auditionne pour le rôle de Jett Jackson dans la série Jett Jackson. Lee filme le pilote et trouve en juin 1998 la chaîne Disney Channel qui accepte de diffuser la série. Plus tard en 2001, Lee tourne dans Jett Jackson : The Movie produit par les studios Disney. En 1999, Lee est la vedette de Johnny Tsunami (en), un autre film de Disney Channel, où il interprète Sam Sterling. Le film a été un grand succès, mais Lee n'a pas repris son rôle de Sam dans la suite, Johnny Kapahala.
Après l'annulation de la série Jett Jackson, il joue Chris Comer dans le film Friday Night Lights et joue également dans le film Redemption : The Stan Tookie Williams Story (en) aux côtés de Jamie Foxx. Lee décroche un rôle dans la série South Beach produite par Jennifer Lopez. Il incarne Victor Stone (connu en tant que Cyborg dans les DC Comics) dans un épisode de la cinquième saison de Smallville.
Young reprend le rôle de Cyborg dans un épisode de la sixième saison de Smallville nommé Justice. Il est prévu que Lee revienne une fois de plus dans le casting de Smallville pendant le courant de la saison neuf.
En 2009, il joue le rôle d'un jeune interne en médecine nommé Derek dans la huitième saison de la série Scrubs. De 2010 à 2013, il tenait le rôle de Barry Frost, (équipier de Rizzoli), dans la série Rizzoli & Isles.

### Vie personnelle
Lee Thompson Young a obtenu un diplôme de l'art du cinéma à l'Université de Californie du Sud. C'était un membre de la fraternité des Kappa Alpha Psi (en). Young aime écrire et a aidé à écrire le scénario du film Mano. 

### Décès
Le corps de Lee Thomson Young est trouvé à son domicile de Los Angeles le 19 août 2013. Il avait 29 ans. Selon la police et son manager, il s'agit d'un suicide par arme à feu. Des rapports indiquent que Young souffrait de troubles bipolaires avant son suicide.

## Filmographie

### Acteur

#### Cinéma
- 2004 : Friday Night Lights : Chris Comer
- 2006 : Akeelah and the Bee : Devon
- 2007 : Mano : Machito
- 2007 : La colline a des yeux 2 : Delmar

#### Télévision
- 1998-2001 : Jett Jackson : Jett Jackson/Silverstone
- 1999 : Johnny Tsunami (en) : Sam Sterling
- 2001 : Jett Jackson: The Movie : Jett Jackson/Silverstone
- 2002 : Le Protecteur : Levi
- 2002 : Philly : Steven Hicks
- 2003 : Jake 2.0 : prince Malik Namir
- 2004 : Cool Attitude (The Proud Family) : voix de Teen Bebe
- 2004 : Rédemption - Itinéraire d'un chef de gang (Redemption: The Stan Tookie Williams Story) : Charles Becnel
- 2004-2005 : Xiaolin Showdown : voix de Jermaine
- 2005 : Kevin Hill : Levi
- 2006 : South Beach : Alex Bauer
- 2006-2010 : Smallville : Victor Stone/Cyborg
- 2008 : Terminator : Les Chroniques de Sarah Connor : agent Stewart
- 2008 : Five Year Plan : Mutabi
- 2009 : Scrubs : Derek/interne en médecine
- 2010 : Flashforward : agent Al Gough
- 2012 : Les Experts : Manhattan : Kelvin Moore
- 2010-2013 : Rizzoli & Isles : lieutenant Frost

### Réalisation et scénario
- 2007 : Mano